# NGC 934
NGC 934 is een elliptisch sterrenstelsel in het sterrenbeeld Walvis. Het hemelobject werd in 1877 ontdekt door de Duitse astronoom Ernst Wilhelm Leberecht Tempel.

## Synoniemen
- PGC 9352
- UGC 1926
- MCG 0-7-16
- ZWG 388.17
- NPM1G -00.0092